# Onfeilbaarheid
Onfeilbaarheid is het onvermogen om ongelijk te hebben. Het kan worden toegepast binnen een specifiek domein of het kan worden gebruikt als een algemener bijvoeglijk naamwoord. De term wordt gebruikt in de kennistheorie en de theologie. De betekenis en het belang ervan op beide terreinen is onderwerp van voortdurende discussie.

## Theologie
Voorbeelden in de theologie van onfeilbaarheid zijn dogma's over de Bijbel, Jezus, de Kerk in het algemeen en de pauselijke onfeilbaarheid.